# Чулност
Чулност је наша способност, предиспозиција да будемо афицирани надражајима из спољашње средине.
Код Канта чулност је први услов било каквог сазнања јер „границе мога искуства су границе мога сазнања“.